# كازوكي ناكساوا
كازوكي ناكساوا (باليابانية: 長澤 和輝) (16 ديسمبر 1991 في توغانه في اليابان – )؛ هو لاعب كرة قدم ياباني سابق كان يلعب كلاعب وسط.

## وصلات خارجية
- كازوكي ناكساوا على موقع الاتحاد الدولي (مؤرشف)  (الإنجليزية)
- كازوكي ناكساوا على موقع رابطة كرة القدم اليابانية للمحترفين (اليابانية)
- كازوكي ناكساوا على موقع قاعدة بيانات كرة القدم.إي يو (الإنجليزية)
- كازوكي ناكساوا على موقع ناشيونال فوتبول تيمز (الإنجليزية)
- كازوكي ناكساوا على موقع Soccerway.com (الإنجليزية)
- كازوكي ناكساوا على موقع عالم كرة القدم.نت (الإنجليزية)
- كازوكي ناكساوا على موقع AS.com (الإسبانية)